# بن گویرتزل
بن گویرتزل (انگلیسی: Ben Goertzel؛ ۸ دسامبر ۱۹۶۶ – ) یک مهندس رایانه، و ریاضی‌دان اهل ایالات متحده آمریکا بود. او دانشمند علوم شناختی، محقق هوش مصنوعی، مدیر عامل و بنیانگذار سینگیلارتی‌نت، رهبر بنیاد اوپن‌کاگ و انجمن هوش جامع مصنوعی و رئیس هیومنتی+ است. او به رایج شدن اصطلاح «هوش عمومی مصنوعی» کمک کرد.